# Свети Стефан (Драгоман)
Вижте пояснителната страница за други значения на Свети Стефан.
„Свети Архидякон Стефан“ е действащ православен храм в Драгоман. Църквата се намира в центъра на града. Административно е в Софийска духовна околия, Софийска епархия.
Храмовият празник е на Стефановден, 27 декември. През 2012 година Общинският съвет в Драгоман взима решение да обяви този ден за официален празник на Община Драгоман (Решение № 302, Протокол №13/19.12.2012).
Другият православен храм в Драгоман е параклисът „Свети Георги“, където има богослужение само на големи религиозни празници.
Църквата е обновена през септември 2011 година.